# Kenny Clarke

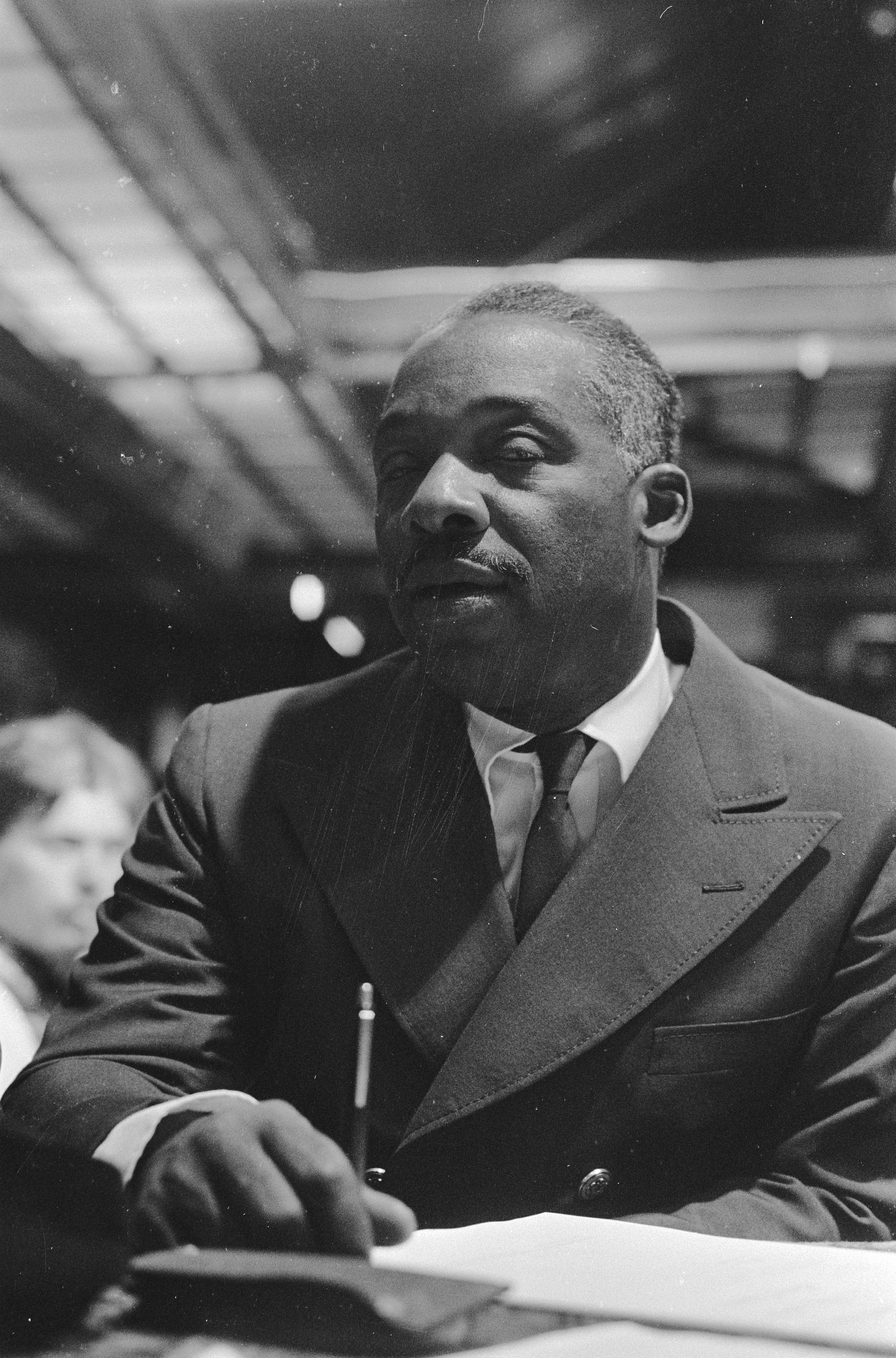
Kenny Clarke (1971)

Kenny „Klook“ Clarke (* 9. Januar 1914 in Pittsburgh als Kenneth Clarke Spearman, Pennsylvania; † 26. Januar 1985 in Paris, Frankreich) war ein Jazz-Vibraphonist und Schlagzeuger. Clarke gilt als früher Neuerer des Bebop-Schlagzeugstils; als Schlagzeuger in Minton’s Playhouse Anfang der 1940er Jahre hatte er wesentlichen Anteil an der Entstehung des Modern Jazz. Auf ihn geht die Entwicklung des Ridebeckens als primärer Taktgeber zurück. Zuvor nutzten die Schlagzeuger dafür die Snaredrum mit kräftiger Unterstützung der Bassdrum. Mit Clarke wurde der Rhythmus auf das Becken gelegt und Bass und Snare wurden mehr für die Akzentuierungen verwendet.

## Leben und Wirken

### Frühe Jahre
Clarke kam aus einer musikalischen Familie und studierte an der High School zahlreiche Instrumente und trat noch während seiner Schulzeit der lokalen Leroy Bradley Bigband bei, wo er fünf Jahre blieb. In Pittsburgh spielte er auch mit Roy Eldridge, der ebenfalls von dort stammt. 1935 zog er mit seinem Halbbruder Frank Spearman nach New York, wo er zunächst im Trio mit Call Cobbs spielte und in der Band des Tenorsaxophonisten Lonnie Simmons bekannt wurde. In dieser Formation spielte auch der spätere Basie-Gitarrist Freddie Green. Die Rhythmusgruppe der Simmons-Band soll eine wesentliche Inspiration der Count Basie Band und vieler Swingmusiker gewesen sein.
„Freddie Green und ich brachten in Lonnies Band etwas in Gang - lange bevor man von der neuen rhythmischen Art Schlagzeug zu spielen, überhaupt Notiz nahm.“
„Wir kamen immer frühzeitig zur Arbeit - mindestens fünfundvierzig Minuten vor den anderen - und erarbeiteten neue Muster. Die Ergebnisse swingten. Das gefiel den Kellnerinnen.“
Er verlegte dabei schon mehr Grundschläge auf die Hi-Hat, die zu der Zeit von Schlagzeugern selbst gebaut wurde, kniehoch war und Sockenbecken hieß.
„Die Art, wie die Rhythmusgruppe federte, haute Basie um. Und ich bin sicher, dass er seinen Pianostil änderte, nachdem er "Fat(s)" Atkins (Klavier) gehört hatte. Denn als Basie aus Kansas kam, spielte er ein schweres Klavier, sozusagen mit beiden Fäusten, fast wie James P. Johnson und Fats Waller.“
Im April 1937 schloss sich Clarke der Edgar Hayes Band an; Kenny Clarke spielte damals auch noch Vibraphon. Seine erste Plattenaufnahme entstand am 9. März 1937 mit der Hayes-Band. Ende 1937 ging Clarke mit Hayes erstmals auf eine Europatournee. Während der viermonatigen Tour nahm Clarke in Stockholm vier Plattenseiten unter eigenem Namen auf („I Found a New Baby“). Als die Hayes-Band nach New York zurückkehrte und im Apollo Theatre auftrat, stieß Dizzy Gillespie zu der Truppe. Gillespie, von dem er den Spitznamen Klook erhielt wurde zu Klooks bestem Freund und Kollegen. Dizzy blieb nur kurz in der Hayes-Band und ging zurück zu der Band von Teddy Hill, bei der Kenny Clarke ihn nach acht Monaten bei Claude Hopkins wieder traf.

### Minton's Playhouse
Zusammen mit Dizzy in der Band von Teddy Hill hatte der Schlagzeuger weniger Hemmungen, seine musikalischen Ideen, über die er schon seit Jahren nachgedacht hatte, zu realisieren; Clarke erzählte später Leonard Feather, dass er beim Arrangement  des Titels „Swanee River“ der Hill-Band begonnen habe, „erregende Off-Rhythmen zu spielen. (...) Diz war fasziniert; das gab ihm genau den gewünschten Antrieb, und er fing an, seine Sachen darum herum aufzubauen“. Grundlage von Kennys Innovationen war „die koordinierte Unabhängigkeit“. Das heißt, die linke Hand wird mit dem rechten Fuß gekoppelt, die rechte Hand mit dem linken Fuß. „Das war die Basis der bedeutendsten rhythmischen Revolution in der Jazzgeschichte“, so Clarkes Biograph Mike Hennessey.
1939 verließ Clarke die Hill-Band wegen eines Zerwürfnisses; Clarke war dann Hausschlagzeuger im „Apollo“. 1940 kehrte er zu Hill zurück, als dessen Band als Hausband von Minton’s Playhouse in Harlem fungierte. Dort spielte er dann mit Thelonious Monk und Nick Fenton im Trio – sie begleiteten Gastmusiker wie Charlie Christian in den berühmten Jam-Sessions. Daneben spielte er aber auch mit Stars der traditionellen Jazzmusik wie Louis Armstrong (auf Tour 1941/2), Ella Fitzgerald, Benny Carter, Henry Red Allen. 1942 verließ Clarke das Minton's und spielte mit eigener Band in einem der Jazzclubs der 52nd Street, dem Kelly's Staples; in der Gruppe spielten seine alten Kollegen Monk und Nick Fenton, außerdem der Trompeter Roy Nelson und der Tenorsaxophonist Ike Quebec; das Quintett wurde aus unerfindlichen Gründen „Kenny Clarke's Kansas City Six“ genannt. Im Kelly's Staple spielte Clarke außerdem mit dem Benny Carter Septett, dem damals auch Dizzy Gillespie angehörte.

### Die Nachkriegszeit
1943 bis 1946 war er in der Army in einer Band als Posaunist,
wo er John Lewis kennenlernte. Während seiner Dienstzeit heiratete er im Sommer 1944 die Sängerin Carmen McRae. Anfang 1946, nach einer Stationierung in der Nähe von Heidelberg, kehrte er in die Staaten zurück. Kurz nach der Entlassung aus der Armee konvertierte er zum Islam und nahm den Namen Liaquat Ali Salaam an, vermied es aber, sich zu seiner neuen Religion offen zu bekennen. Danach trat er der zweiten Dizzy Gillespie Big Band bei, die im Mai 1946 gegründet worden war und mit der er auch in Europa (Paris) auf Tour war.
Dort machte er Aufnahmen für Delaunays Swing-Label, u. a. mit Hubert Fol, Michel de Villers und Jean Claude Fohrenbach, sowie mit einem Oktett mit Howard McGhee, Jimmy und Percy Heath, die auf Prestige erschienen.
1947 verließ er die Gillespie-Band und spielte mit Tadd Dameron im Royal Roost und in der Bigband von Billy Eckstine. In dieser Zeit entstanden auch Aufnahmen seiner Formation „52nd Street Boys“ mit Musikern, die weitgehend aus Gillespies Big Band stammten, wie Sonny Stitt, Kenny Dorham, Bud Powell, John Collins und Al Hall. Das Oktett nahm vier Arrangements von Gil Fuller auf, „Epistrophy“, „Oop Bop Sh'Bam“, Monks „52nd Street Theme“ und „Rue Chaptal“; die vier Seiten für das französische Swing-Label von Charles Delaunay waren die ersten Bebop-Aufnahmen, die in Europa veröffentlicht wurden. Im Dezember 1947 kehrte Clarke für längere Zeit zu Dizzy zurück und wirkte an dessen Aufnahmen für RCA Victor mit und ging mit ihm auch nach Europa; nach der Tour blieb er fünf Monate in Paris.
Im April 1949 wirkte Kenny Clarke an Sessions zum Miles-Davis-Album Birth of the Cool mit; er war auch Drummer bei den letzten Stücken für dieses Album, die am 13. März 1950 entstanden. Im Frühjahr 1949 wurde er zum Festival International 1949 de Jazz eingeladen; danach blieb er dort noch mehrere Monate und lernte dort die 18-jährige Annabelle Macaulay Allan Short kennen, die gerade ihre Karriere als Sängerin unter dem Namen Annie Ross startete; der Beziehung entstammt der gemeinsame Sohn Kenny Clarke Jr., genannt „Toby“, der dann bei Clarkes Verwandten in Pittsburgh aufwuchs.
Im Winter 1949 ging Clarke mit Coleman Hawkins, James Moody, Nat Peck und Pierre Michelot auf Europatournee; im April 1951 kehrte er in die USA zurück, im August wirkte er an einer Plattensession von Charlie Parker mit („Swedish Schnapps“/„Blues for Alice“).
Um diese Zeit wurde Clarke Gründungsmitglied des Modern Jazz Quartet, das zunächst als Milt Jackson Quartet firmiert hatte, und spielte zahlreiche Aufnahmen als Studiomusiker für Savoy Records ein. Clarke gefiel aber die seiner Meinung nach „gesetzte“ Atmosphäre im MJQ nicht, so dass 1955 Connie Kay seinen Platz in der Gruppe einnahm – Clarke blieb aber mit John Lewis befreundet.

### Seine Arbeit in den Studios 1951–1956
Von den vielen Aufnahmen, die Clarke zwischen 1951 und 1956 machte, waren nach Meinung seines Biographen Mike Hennessey die mit Miles Davis 1954 die berühmtesten. Am 29. April wirkte der Schlagzeuger an der legendären „Walkin’“-Session mit; mit im Studio J. J. Johnson, Lucky Thompson, Percy Heath und Horace Silver. In einem Kommentar zu Clarkes Rolle sagte Ian Carr: „Clarkes enorm einfühlsamer und subtiler Gebrauch der Hi-Hat, die er auf- und zumacht, um den Rhythmus des Themas zu unterstreichen, steigert die dramatische Stimmung.“ Zwei Monate später machte Clarke weitere Aufnahmen mit Miles und Sonny Rollins; eingespielt wurden „Oleo“, „Airegin“, „Doxy“ und „But Not for Me“. Dann war er Schlagzeuger bei der legendären Weihnachtssession Miles Davis’ mit Thelonious Monk und Milt Jackson. Diese Sessions mit Miles „zeigten abermals die hingebungsvolle, selbstlose und unterstützende Art, mit der Kenny Clarke an sein Handwerk heranging.“
Ab dieser Zeit begann Kenny Clarke immer öfter für das Jazzlabel Savoy zu arbeiten; Ozzie Cadena hatte ihn zudem als eine Art Talentsucher und Hausdrummer für ein Jahresgehalt von 7000 $ eingestellt. Im Laufe der folgenden Jahre nahm Clarke auch eigene Alben für Savoy auf und brachte Musiker wie Horace Silver, Bobby Jaspar, Pepper Adams, Paul Chambers, Donald Byrd und Tommy Flanagan zu dem Newarker Label. Seine spektakulärste Entdeckung war aber Julian „Cannonball“ Adderley, der für Savoy zwei Alben aufnahm, dann aber – auf Kenny Clarkes Rat – zu Mercury wechselte. Clarke arbeitete bis August 1956 für Savoy und nahm viele Alben auf mit einer Rhythmusgruppe, die sich als Hausband etablierte: er selbst, Wendell Marshall (Bass) und Hank Jones (Piano). Er arbeitete mit Gigi Gryce, Oscar Pettiford, Nat Adderley, Hank Mobley, Frank Foster, Johnny Costa und Joe Wilder. Jedoch wurde Clarke des beruflichen Stresses als Sessionmusiker bald müde; die Chance zur Veränderung bot sich, als er während eines Engagements mit Phineas Newborn den französischen Bandleader Michel Legrand traf, der ihn in die Band seines Onkels Jacques Hélian vermittelte.

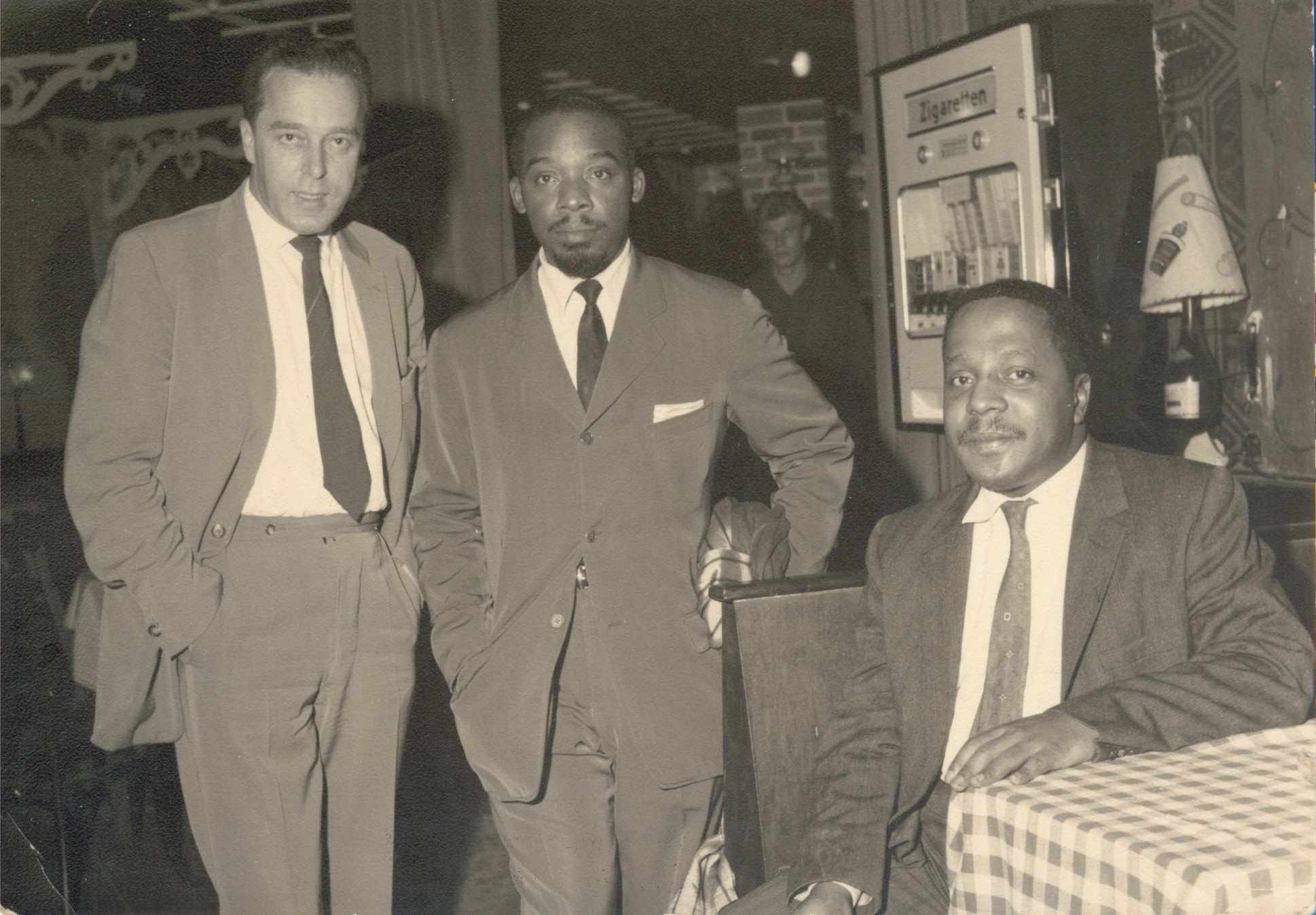
Kenny Clark (Mitte) und Bud Powell gemeinsam mit Hans Rossbach (links) vom Jazz-Club Koblenz, um 1960.

### In Europa ab 1956
Ab 1956 lebte Clarke in Frankreich, wo er in Paris mit tourenden US-Musikern musizierte, teilweise im Trio „The Bosses“ mit Bud Powell und Pierre Michelot. Gleichzeitig schrieb er um diese Zeit die Musik für einige französische Filme, wie 1957 den Soundtrack Ascenseur pour l’échafaud zusammen mit Miles Davis, für Louis Malles Meisterwerk Fahrstuhl zum Schafott.
Schon im November 1956 entstand das Album Kenny Clarke Plays André Hodeir mit René Urtreger, Martial Solal mit Arrangements von Titeln wie „’Round About Midnight“, „Jeru“ und „The Squirrel“. Nach Auflösung der Hélian-Band arbeitete Clarke als Hausdrummer im „Olympia“ mit der Pianistin Hazel Scott, dann im „Club St. Germain“ mit Martial Solal und Pierre Michelot. 1957 kam es zur Zusammenarbeit mit dem in Paris studierenden Quincy Jones.
In den späten 1950er Jahren war Clarke vorwiegend als Studiomusiker beschäftigt; er arbeitete mit Henri Renaud, Sidney Bechet (Sidney Bechet/Martial Solal), Stéphane Grappelli, Lucky Thompson, Milt Jackson, Stan Getz, Chet Baker und letzten Aufnahmen von Lester Young in Paris vor seinem Tode. Unter Leitung von Quincy Jones spielte er im Eddie Barclay Orchester und begleitete u. a. Sarah Vaughan 1958 bei ihrer „Misty“-Session für Mercury.
Am 30. Oktober 1957 trat er mit Bud Powell zusammen auf; im Dezember begann die Zusammenarbeit mit dem Gitarristen Jimmy Gourley, der aus New York zurückgekehrt war.
Ab Anfang 1959 war Clarke dann Hausdrummer in neu eröffneten Club Blue Note mit Gourly und Art Simmons; mit einer Unterbrechung sollte Clarke bis 1966 in dem Club arbeiten. 1961 wurde ein Jazzclub in London nach ihm bzw. einer seiner Schallplatten Klooks Kleek genannt.

### Die Kenny Clarke und Francy Boland Big Band
Auf Anregung von Gigi Campi bildete er 1961 mit dem belgischen Pianisten Francy Boland ein Sextett, das später zur Bigband erweitert wurde und elf Jahre existierte (bis 1973), die Kenny Clarke/Francy Boland Big Band, in der zeitweise auch andere Expatriates wie Idrees Sulieman, Johnny Griffin, Sahib Shihab spielten. Zwischen den Terminen mit der Bigband hatten Boland und Clarke eine Reihe von Sessions mit kleineren Ensembles, in denen verschiedene Musiker der Band spielten, so Johnny Griffin, Fats Sadi und Sahib Shihab sowie Aufnahmen mit dem Sänger Mark Murphy in Oktettbesetzung. Ab 1969 hatte die Bigband als einen weiteren Schlagzeuger Kenny Clare eingestellt, um Clarke zu entlasten. 1973 kam das Ende der Band; Kenny Clarke sagte später in Interview: „Es war eine fantastische und einzigartige Erfahrung, von der ich viel profitierte.“ Über die Bedeutung Clarkes als Co-Bandleader meinte Kenny Clare später: „Ich habe niemanden gekannt, der so ruhig bleiben konnte“.

### Letzte Jahre
Auch nach seiner Zeit als Bandleader war er eine feste Größe in der französischen Jazzszene, arbeitete als Freelancer und unterrichtete. 1969 lud ihn Claude Nobs ein, im Rahmen des Montreux Jazz Festival mit seiner Schlagzeugschule einen Workshop abzuhalten. 1973 spielte er erneut in Montreux mit Dexter Gordon, Hampton Hawes und Bob Cranshaw. Außerdem spielte er in den 1970er Jahren im Trio mit den Organisten Eddy Louiss bzw. Lou Bennett und den Gitarristen Jimmy Gourley bzw. René Thomas. Kenny Clarke spielte während zehn Jahren mit dem Klarinettisten Jean-Christian Michel Jazz und Kirchenmusik, arbeitete außerdem noch mit Rhoda Scott, Hal Singer und den französischen Musikern Michel de Villers und Roger Guérin.
Zwischen 1974 und 1984 machte Clarke nur ein Dutzend Aufnahmen; 1975 hatte er einen Herzinfarkt. 1980 nahm er mit Sonny Stitt, Jackie McLean, Slide Hampton u. a. an einer Dizzy Gillespie-Retrospektive teil. 1982 kam er erneut in die USA, wo er das Album Pieces of Time aufnahm; Mitwirkende waren Andrew Cyrille, Don Moye und Milford Graves. Für 1985 war geplant, eine Band US-amerikanischer Musiker zusammenzustellen, die während des „Goldenen Zeitalters“ in Paris gespielt hatten, wie Woody Shaw, Dizzy Reece, Johnny Griffin, Kenny Drew u. a. Dazu kam es jedoch nicht mehr; Kenny Clarke verstarb in den Morgenstunden des 26. Januar 1985, als er einen tödlichen Herzinfarkt erlitt.

## Auszeichnungen
Kenny Clarke erhielt die Jazz Masters Fellowship für das Jahr 1983. Die mit 25 000 US-Dollar dotierte Anerkennung der staatlichen NEA-Stiftung ist die höchste Auszeichnung für Jazzmusiker in den USA.

## Diskographische Hinweise
- Special Kenny Clarke 1938–1959 (Jazz Muse) mit Benny Bailey, Clark Terry, Hubert Fol, Lucky Thompson, Tommy Scott, Art Simmons, Jimmy Gourley, Pierre Michelot
- Telefunken Blues (Savoy, 1955) mit Henry Coker, Frank Morgan, Frank Wess, Milt Jackson, Percy Heath
- Bohemia After Dark (Savoy, 1955) mit Cannonball & Nat Adderley, Jerome Richardson, Hank Jones, Horace Silver, Paul Chambers
- Jazz Men Detroit (Savoy, 1956) mit Pepper Adams, Kenny Burrell, Tommy Flanagan, Paul Chambers
- Plays André Hodeir (Philips/Emarcy, 1956) mit Roger Guérin, Billy Byers, Pat Peck, Hubert Rostaing, Martial Solal, René Urtreger, P. Michelot
- Kenny Clarke, Francy Boland & Co. - The Golden 8 (Blue Note, 1961)
- Musique sacrée  (Barclay, 1968) mit Jean-Christian Michel
- JQM (General Records, 1972) mit Jean-Christian Michel
- Ouverture spatiale (General Records, 1975) mit Jean-Christian Michel
- Eve des origines (General Records, 1976) mit Jean-Christian Michel
- Port-Maria (General Records, 1978) mit Jean-Christian Michel
- Pieces of Time (Soul Note, 1983) Andrew Cyrille, Don Moye und Milford Graves

## Filmografie
- Gefährliche Liebschaften – Les Liaisons dangereuses 1960. Regie: Roger Vadim (Frankreich, Italien 1959).